# Thỏ Xám
Thỏ xám địa phương hay còn gọi là thỏ xám là một giống thỏ trong các giống thỏ ta (thỏ địa phương có nguồn gốc ở Việt Nam). Chúng là một trong hai giống thỏ được Nhà nước Việt Nam công nhận là một giống vật nuôi Việt Nam được phép kinh doanh, lưu hành trên cả nước.

## Đặc điểm
Thỏ có màu lông xám tro hoặc xám ghi. Riêng phần dưới ngực, bụng, đuôi có màu lông trắng. Mắt đen, đầu to vừa phải, lưng hơi cong, khối lượng trưởng thành nặng 3,5 - 3,8 kg. Thỏ đẻ khoẻ, mỗi năm 5- 7 lứa và mỗi lứa 6 - bảy con, tỷ lệ nuôi sống từ sơ sinh đến cai sữa đạt 85%. Thỏ xám thường có màu lông không thật thuần khiết. Hiện nay người ta đang lai tạo với thỏ Ngoại để tạo ra những giống thỏ xám tốt hơn. Cũng như thỏ đen giống thỏ Xám thích hợp với điều kiện chăn nuôi gia đình các vùng ở Việt Nam và cũng là giống sử dụng con nái nền lai tạo với giống thỏ ngoại nâng cao năng suất chăn nuôi lấy thịt, lông da.

## Chăn nuôi

### Chọn giống
Chọn giống thỏ đen thì chọn thỏ cái sinh sản: theo 3 tiêu chuẩn: nguồn gốc, ngoại hình và năng suất cá thể.Thỏ có nguồn gốc rõ ràng, có ông bà, bố mẹ thuộc dòng có năng suất cao.Ngoại hình cân đối, lông mịn màu đặc trưng cho từng giống, mũi khô răng đều cơ quan sinh sản bình thường.Là những con ưu tú nhất trong đàn, lớn nhanh khỏe mạnh, năng suất ổn định. Chọn thỏ đực không có quan hệ huyết thống với thỏ cái để ghép đôi. Thỏ nhanh nhẹn, lông bóng mượt, tính đực hang, hiệu quả phối giống cao.

### Chuồng trại
Chuồng phải tránh mưa, gió lùa, ánh sang chiếu trực tiếp vào. Khô ráo, râm và mát mẻ, cần cách ly những vật nuôi có nguy cơ như gà, vị. Thỏ hoạt động dễ dàng, thoải mái, không ảnh hưởng đến sức khỏe.Dễ quét dọn vệ sinh, sát trùng. Thỏ không thoát ra chuồng khác được và đặc biệt là chuột không chui vào cắn thỏ được, đáy có khe hở để thoát phân và nước tiểu. Máng thức ăn nước uống phù hợp với chiều cao và kích thước của con vật ở từng giai đoạn.

### Chế độ ăn
Cho thỏ ăn thức ăn xanh như lá ngô, lá su hào, lá bắp cải… Thức ăn tinh: các loại củ quả: cà rốt, cơm nguội. Thức ăn chế biến tinh viên: bổ sung them vào khẩu phần ăn các loại cám viên, để bổ sung các chất dinh dưỡng còn thiếu. Buổi sáng sớm cho thỏ uống nước xong thì mới cho ăn thức ăn tinh ở dạng đơn hoặc hỗn hợp.- Buổi trưa cho ăn thức ăn củ quả hoặc thô xanh. Buổi chiều cho ăn thức ăn tinh ở dạng hỗn hợp hoặc đơn, cho thỏ uống nước. Buổi tối cho ăn thức ăn thô xanh hoặc kết hợp thô khô.

## Các bệnh
Bệnh chướng bụng đầy hơi xảy ra ở những gia đình nuôi thỏ chủ yếu bằng rau lá, củ quả chứa nhiều nước, có khi do thức ăn bị thối, mốc hoặc chuyển tiếp thức ăn quá đột ngột từ thức ăn thô sang thức ăn xanh với lượng lớn. Mùa mưa khi thỏ khát nước mà cho uống nước cùng với thức ăn thô xanh, củ quả cũng có thể gây bệnh. Cần đề phòng bệnh này bằng cách phơi các loại rau lá chứa nhiều nước trước khi cho ăn.Cho con vật ăn từ từ tránh cho ăn quá no. Không cho ăn rau xanh chứa nhiều nước ngay sau khi cho uống nước.Thức ăn phải đảm bảo vệ sinh.
Thỏ bị chướng hơi thể hiện bụng to, phình ra, căng như quả bóng bay, thỏ không yên tĩnh, khó thở và chảy nước miếng, ướt lông quanh hai mép. Nếu không điều trị kịp thời các cơ quan tiêu hoá sẽ căng to hơn chèn ép các cơ quan nội tạng như phổi và sẽ làm thỏ chết ngạt. Khi thấy thỏ chướng hơi cần dừng ngay thức ăn xanh và nước uống. Có thể cho ăn ít lá chát, lá chè, lá ổi, lá sắn dây đồng thời cho uống 1-2 muỗng nhỏ dầu thầu dầu. Lấy tay vuốt xuôi hai bên thành bụng nhiều lần nhằm kích thích dạ dày co bóp, ép cho thỏ chạy nhảy và hoạt động nhiều lần.
Bệnh cầu trùng (cocidiosis) là bệnh phổ biến, dễ gây thiệt hại trong chăn nuôi thỏ.- Bệnh do đơn bào ký sinh Eimeria gây nên trong đều kiện chăn nuôi và vệ sinh kém. Triệu chứng lâm sàng của bệnh cầu trùng ruột là xù lông, thỏ kém ăn, đôi khi ỉa chảy, phân lông có màu xanh, nếu kết hợp với vi khuẩn gây bệnh viêm ruột thì phân chuyển sang màu đỏ do thấm máu.Con vật sốt, nước mũi, dãi chảy nhiều. Nếu là cầu trùng gan thì ngoài các triệu chứng trên còn thấy viêm mạc mắt, miệng hơi vàng.
Bệnh viêm ruột truyền nhiễm do vi trùng nhiều loại, chủ yếu là E.coli nhiễm trong thức ăn, nước uống, khi bú mẹ. Con vật có biểu hiện lông xù, không bóng, kém ăn, sốt cao. Phân lỏng và thối, đôi khi lẫn dịch nhờn màu trắng, lông quanh hậu môn và vùng bụng bị thấm bết cả dịch thể và phân. Thỏ con 5 -10 ngày tuổi nhiễm vi trùng qua đường sữa mẹ hoặc khi bú mẹ cũng làm viêm ruột. Thể hiện của bệnh là dịch thể, phân lỏng thấm qua hậu môn đến cả vùng bụng nhuộm thành màu vàng, ta gọi là bệnh "thỏ con ỉa cứt vàng".
Bệnh viêm mũi, Thỏ bị viêm mũi sẽ hắt hơi, chảy nước mũi, khó thở và thở có tiếng ran, sau đó có dịch mũ chảy ra và sốt. Con vật thường lấy hai chân trước dụi mũi, nên lông phía trong hai bàn chân trước rối dính bết lại. Khi thỏ mới bị viêm mũi cần phải thay đổi môi trường hợp vệ sinh và nhỏ thuốc như Streptomycin, Kanamycin vào 2 lỗ mũi, mỗi ngày nhỏ 2 lần cho đến khi khỏi. Nếu bị nặng thì cần tiêm thêm Streptomycin lều 0,1 g/kg thể trọng hoặc Kanamycin với liều 0, 05 g/kg thể trọng trong 3 ngày liền.
Bệnh viêm tuyến vú, viêm núm vú: Trong điều kiện môi trường mất vệ sinh, thỏ mẹ trong giai đoạn cho con bú hay bị mắc bệnh này. Nguyên nhân chủ yếu là do sữa đọng lại ở tuyến tiết sữa, dần dần bị phân huỷ dẫn đến viêm; cũng có khi bị nhiễm bẩn, nhiễm trùng từ lót ổ qua vết thương ở vú. Một hay nhiều núm vú hay cả tuyến sữa bị viêm thì vùng đỏ sẽ sưng to, nóng, đau và đỏ da. Nếu vắt sữa ra sẽ thấy dịch sữa lẫn máu, mủ nhờn, nhiều khi ápxe hình thành ở trong tuyến sữa. Thỏ mẹ bị viêm vú thường mệt nhọc, ít hoạt động, không chịu cho con bú lẫn kém ăn